# Ferrari Dino
Dino — бренд, під яким виготовляли спортивні автомобілі компанії Ferrari з центральним розташуванням двигуна і заднім приводом, що виготовлявся з 1968 по 1976 рік. Марка Dino повинна була бути використана для автомобілів з двигунами, що мали менше, ніж 12 циліндрів, залишивши за собою назву Ferrari для V12 і Fiat 12. Назва Dino була ліквідована після цієї місії, на користь звичайного брендингу Ferrari. Марка Dino була спробою Ferrari для створення відносно недорогих спортивних автомобілів.

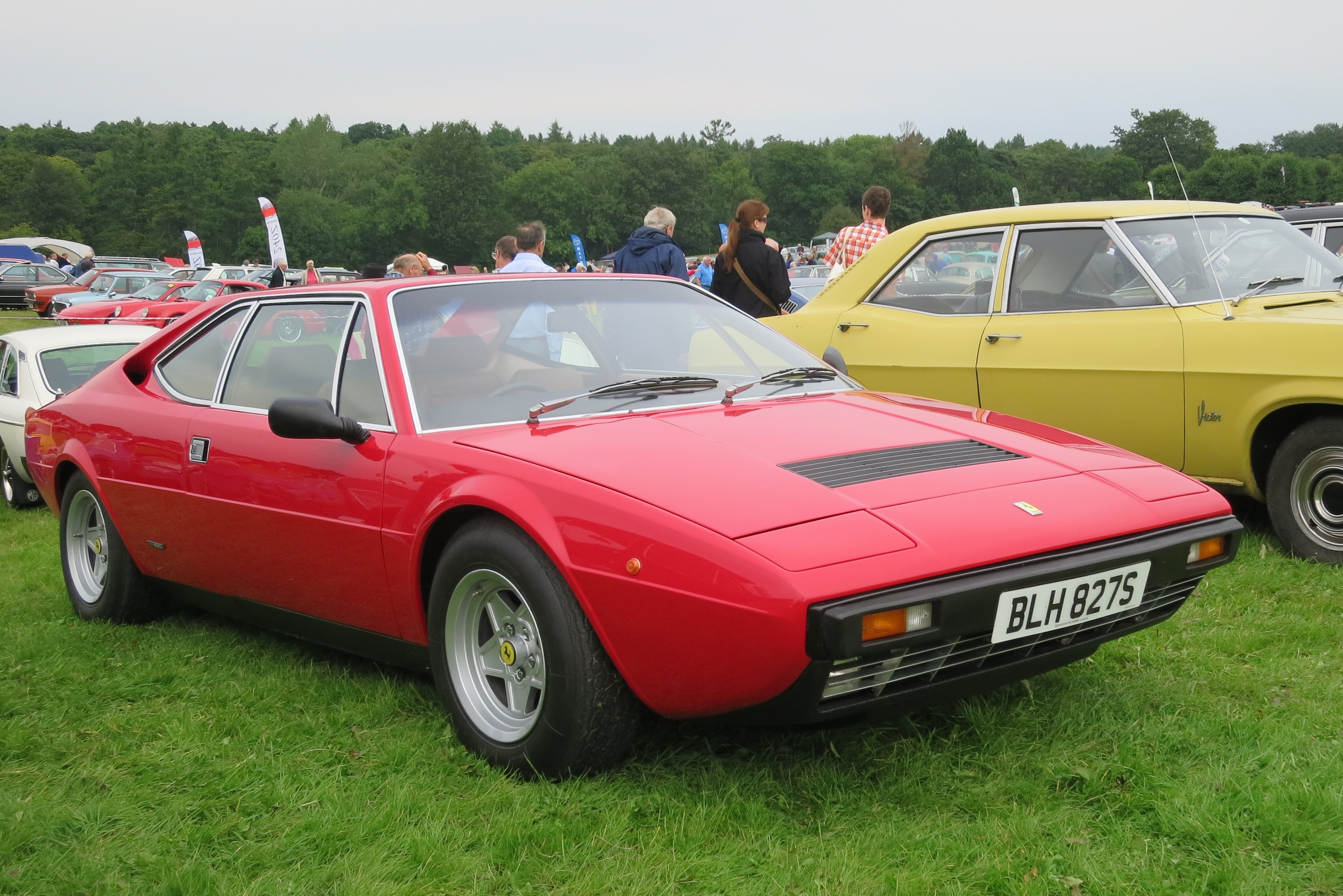
Dino 308 GT4

Назва моделей складалася з трьох цифр, де перші дві вказує на об'єм двигуна в декалітрах, а третя цифра вказує на число циліндрів, тобто, 246 має 2,4-літровий 6-циліндровий двигун і 308 має 3,0-літровий 8-циліндровий двигун. Це було зроблене, щоб не було перекликання з іншими моделями Ferrari.
Dino 246 був першою моделлю Ferrari, що вироблялася у величезних кількостях. Він завоював багатьох завдяки якостям водіння і новаторським дизайном.

## Модифікації
- Dino 206 GT (153 авто, 1967-1969)
- Dino 246 GT/GTS (3 761 авто, 1969-1974)

## Двигуни
- 2.0 л 135B 65° V6 179 к.с. (Dino 206 GT)
- 2.4 л 135CS 65° V6 194 к.с. (Dino 246 GT/GTS)
- 2.0 л F 106 C 000 V8 170 к.с. (Dino 208 GT4)
- 3.0 л F 106 AL 000 V8 256 к.с. (Dino 308 GT4)